# Stanley Holloway
Stanley Augustus Holloway (Manor Park, Essex, ma Newham, London, 1890. október 1. – Littlehampton, West Sussex, 1982. január 30.) A Brit Birodalom Rendjével (OBE) kitüntetett angol színész, humorista, énekes, konferanszié, sokoldalú színpadi előadóművész. Jellegzetes londoni karakterszerepeket alakított számos színpadi és filmes produkcióban, ezekkel lett közismert és szerzett népszerűséget. Világszerte legismertebb ilyen szerepe volt az iszákos bölcselkedő, Alfred P. Doolittle alakítása az 1964-es My Fair Lady filmmusicalben, melyért Oscar-díjra jelölték. Hetven évet átívelő pályája során számos humoros magánszámával és énekes fellépéseivel is nevet szerzett.

## Élete

### Származása
Az essexi Manor Parkban született, kispolgári család ifjabbik fiaként. Szülőfaluja ma Kelet-London Newham kerületéhez tartozik. Apja, George Augustus Holloway (1860–1919) hivatalnokként dolgozott egy ügyvédi irodában. Anyja, született Florence May Bell (1862–1913), szabónő és házvezetőnő volt. Keresztnevét Henry Morton Stanley walesi-amerikai újságíró és Afrika-kutató családnevéről kapta, aki 1872-ben David Livingstone felkutatásával szerzett világhírnevet.
A kelet-londoni Stratfordban járt általános iskolába, ennek elvégzése után, 14 évesen a billingsgate-i régi halpiacon dolgozott két éven át. 1907-ben beállt a londoni önkéntes lövészekhez (London Rifle Brigade).

### Színészi pályája
Munkája mellett már 1907-től rendszeresen fellépett amatőr színjátszóként a kelet-angliai partvidék népi rendezvényein és szabadtéri színpadain. 1911–1913 között az essexi Clacton-on-Sea város „West Cliff Theatre” színpadán szerepelt. Leslie Hanson, a kor ismert helybeli énekes–humoristája felismerte a fiú színművészi és népszórakoztató képességét, és felléptette őt saját szórakoztató koncertjeinek keretében. Holloway énekes akart lenni, és tanulás céljából Milánóba akart utazni. Tervét az első világháború kitörése meghiúsította.
Az első világháború alatt Holloway a brit hadsereg egyik ír gyalogezredében szolgált. 1920-ban átlépett az írországi rendfenntartó milícia, a Royal Irish Constabulary (RIC) kötelékébe, Tagja lett e fegyveres testület radikális paramilitáris rendőri csoportjának, az ír lakosság elleni erőszakos akcióiról hírhedtté vált Black and Tans-nek is. Egy év után azonban kilépett a szolgálatból és visszatért a színészmesterséghez.
1921–1927 között a „The Co-Optimist” színpadi zenés-táncos vígjáték állandó szereplőjeként Holloway kirobbanó sikert ért el. A darabból 1929-ben Edwin Greenwood és Laddie Cliff rendezők zenés mozifilmet forgattak, Davy Burnaby, Laddie Cliff és Melville Gideon főszereplésével, ebben Holloway is szerepet kapott. Holloway repertoárja kibővült, érdeklődése az ekkor újdonságnak számító hangosfilmes műfaj felé vonzotta. Az 1930-as években játszott néhány kis költségvetésű filmben, apró szerepekben, emellett a rádióba is eljutott, hangszínészként beszélt a „With Her Head Tucked Underneath Her Arm” című rémtörténetben.
1941-ben mellékszerepet (angol rendőrt) játszott Gabriel Pascal és Harold French rendezők „Major Barbara” című szatirikus vígjátékában, mely George Bernard Shaw 1905-ös színdarabjából készült, és sztárjai Wendy Hiller, Rex Harrison és Robert Morley voltak. Ez volt Holloway első filmszerepe, ahol már a ún. „nagy filmstúdiók” egyikének dolgozott.

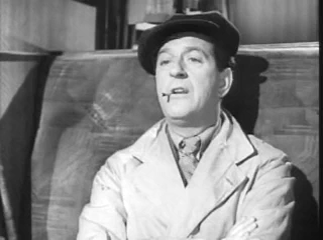
Ted Brewer közkatona szerepében, a The Way Ahead filmben (1944)

A második világháború alatt már jól felismerhető, karakteres mellékszerepeket kapott (főleg hangosan gondolkodó, hazafias, okoskodó, moralizáló kisembereket). Olyan rendezőkkel dolgozott, mint David Lean, Anthony Asquith és Carol Reed. Holloway e korai filmjei közül a háború után Magyarországon is bemutatták David Lean rendező 1944-es Egy boldog emberöltő dráma-vígjátékát és 1945-ös Késői találkozás című filmdrámáját. (Az utóbbi Noël Coward 1936-os Still Life c. regényéből készült). A Laurence Olivier által rendezett Hamlet-ben az élet és halál kérdéseiről bölcselkedő sírásó alakításával Holloway széleskörű ismertséget szerzett. Az Ealing filmgyár vígjáték-színészi szerződést kötött vele.

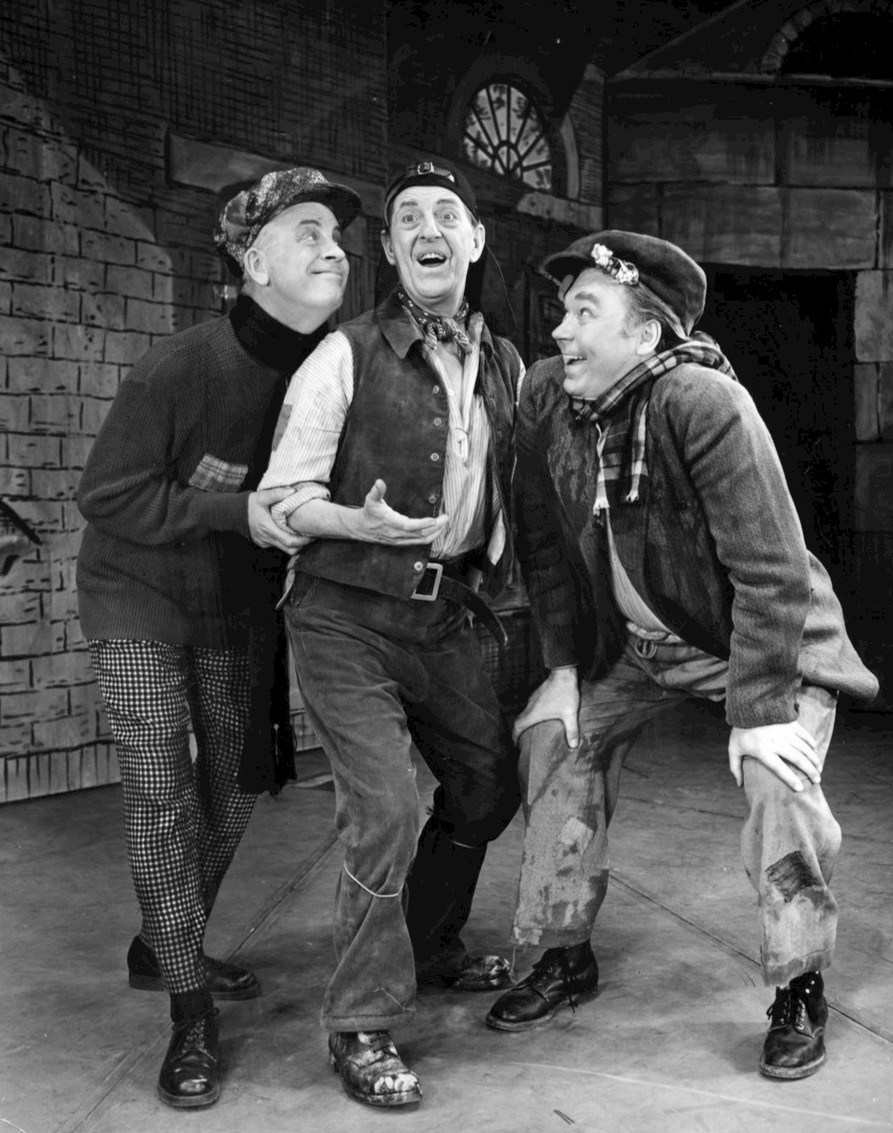
Stanley (középen) Alfred P. Doolittle szerepében a My Fair Lady broadway-i színpadi előadásán. Balra Gordon Dillworth, jobbra Rod McLennan (1957)

Az amerikai filmstúdiók is felfigyeltek Holloway komikusi képességeire. 1956-ban James Cagney helyett ő kapott szerződést Alfred P. Doolittle szerepére a My Fair Lady zenés színmű broadwayi előadására. Ezért a szerepért 1957-ben Tony-díjra jelölték, a zenés színdarab legjobb férfi mellékszereplője kategóriában. A következő évben a darab londoni színre vitelekor egyedül őt választották Doolitle szerepére. 
A George Czukor által rendezett 1964-es filmváltozatból majdnem kimaradt, mert Jack L. Warner producer úgy vélte, a 73 éves vélte, a 73 éves Holloway túl öreg Doolittle szerepére, és nem tartotta őt kellően nagy sztárnak. A producer által kinézett James Cagney azonban visszamondta a megbízást, így mégis Holloway kapta a szerepet. Parádésan alakította az öntudatosan munkakerülő, okoskodó csavargót. A filmben nyújtott teljesítményéért több díjra is jelölték, így Oscar-díjra a legjobb férfi mellékszereplő kategóriában, Golden Globe-díjra a legjobb férfi mellékszereplőnek kategóriában, továbbá Laurel-díjra is.
A filmváltozathoz írt „Csak egy iciri, csak egy piciri csöppnyi kis szerencse (Wiv a Little Bit of Luck)” című dalt Holloway maga énekelte. (Később e dal címét választotta önéletrajzának címéül). Az 1964-es My Fair Lady-film főszereplői között ő volt az egyetlen, aki saját dalbetéteit maga énekelte. Rex Harrison és Wilfrid Hyde-White végigmondták dalszövegeiket, Audrey Hepburn és Jeremy Brett énekhangját szinkronizálták.
Filmes munkái mellett Holloway rendszeresen szerepelt a televízióban is. Egyik legsikeresebb tévés alakítását 1960-as évek elején nyújtotta az amerikai ABC tévé által készített „Our Man Higgins” sorozat címszerepében. A történet szerint egy amerikai család megörököl egy skóciai kastélyt, melynek szoros tartozéka a szigorú és konzervatív Higgins főkomornyik is. A két kultúra ütközése számos vígjátéki helyzetet eredményez, ezekben Holloway megcsillogtathatta szórakoztató tehetségét. Egy másik komornyikot alakított az 1960-as évek közepén a BBC irodalmi osztálya által P. G. Wodehouse műveiből (az ú.n. „Blandings kastély”-novellákból) készült sorozatban, Sebastian Beach komornyikot, az egyik állandó központi karaktert.
1980-as visszavonulásáig Holloway folyamatosan szerepelt brit és amerikai produkciókban egyaránt. Még nyolcvanas életéveiben is aktívan játszott. 1977-ben (87 évesen) Ázsiában és Ausztráliában turnézott Douglas Fairbanks Juniorral és David Langtonnal együtt, a  Samuel A. Taylor–Cornelia Otis Skinner amerikai szerzőpáros „The Pleasure of His Company” című színpadi vígjátékával.
Utoljára 1980-ban lépett színpadra, a Royal Variety Performance című, évente megrendezett jótékony célú varietéműsor keretében, a londoni Palladium színházban, 89 éves korában.
1982-ben hunyt el egy idősotthonban, a West Sussex-i Littlehamptonban. East Prestonban temették el, második felesége, az 1997-ben elhunyt Violet Lane mellé.

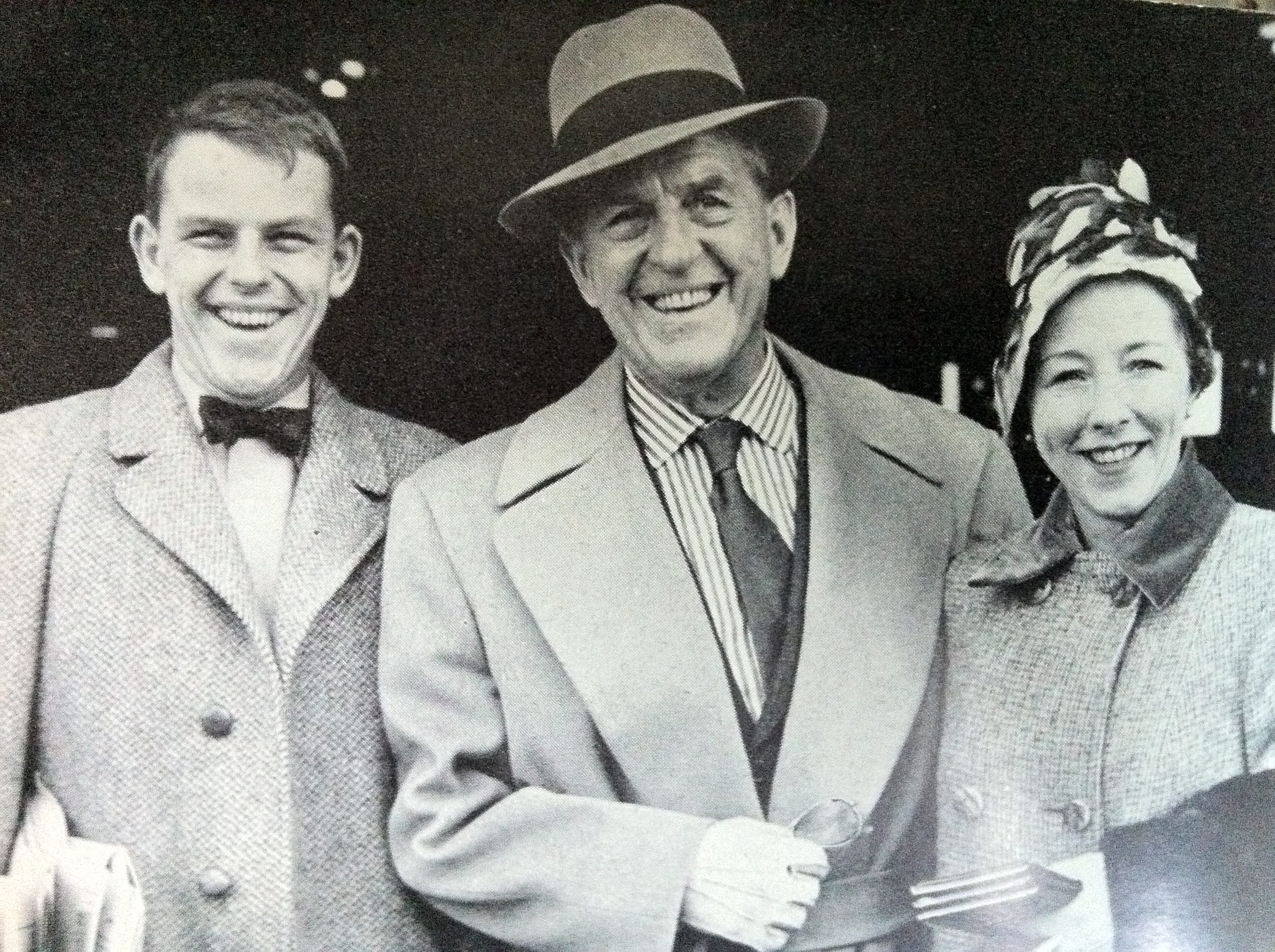
Második feleségével és fiával, Julian-nel (1962)

### Magánélete
Kétszer nősült. Első házasságából, melyet 1913-ban Alice Foran-nel kötött, nem születtek gyermekei. 1939-ben másodszor is megnősült.
Második feleségétől, Violet Marion Lane (1913–1997) színésznőtől született fia, Julian Holloway (1944–2025) szintén színész lett, az angol Folytassa… vígjáték-sorozat visszatérő sztárja. Julian Holloway később Roald Dahl író leányát, Tessát vette feleségül, közös gyermekük Sophie Dahl modell és írónő.

## Főbb filmszerepei
- 1921: The Rotters; némafilm; Arthur Wait
- 1929: The Co-Optimists; névtelen szerep
- 1933: Ahány város, annyi lány (Sleeping Car); François Dubois
- 1933: The Girl from Maxim’s; Mongicourt
- 1934: Lily of Killarney; O’Flynn atya
- 1934: Sing as We Go!; rendőr
- 1934: Road House; Donovan
- 1935: D’Ye Ken John Peel?; Sam Small
- 1935: Squibs; Charley Lee rendőrbiztos
- 1935: Play Up the Band!; Sam Small
- 1937: Song of the Forge; musical; Sir William Barrett/Joe
- 1937: The Vicar of Bray; a bray-i vikárius
- 1937: Cotton Queen; Sam Owen
- 1942: Salute John Citizen; Oskey
- 1944: Egy boldog emberöltő (This Happy Breed); Bob Mitchell
- 1944: The Way Ahead; Ted Brewer közkatona
- 1944: Champagne Charlie; a Nagy Vance
- 1945: The Way to the Stars; Mr Palmer
- 1945: Késői találkozás (Brief Encounter); Albert Godby
- 1945: Cézár és Kleopátra (Caesar and Cleopatra); Belzanor
- 1946: Wanted for Murder; Sullivan rendőr-őrmester
- 1946: Carnival; Charlie Raeburn
- 1947: Meet Me at Dawn; Émile Pollet
- 1947: Fekete ház (The Life and Adventures of Nicholas Nickleby); Vincent Crummles
- 1948: Snowbound; Mr. Wesson
- 1948: One Night with You, csavargó
- 1948: Hamlet; a sírásó
- 1948: Noose; Rendall felügyelő
- 1948: Another Shore; Alastair
- 1949: Útlevél Pimlicóba (Passport to Pimlico); Arthur Pemberton
- 1949: The Perfect Woman; Mr. Ramshead
- 1950: Midnight Episode; professzor
- 1951: One Wild Oat; Alfred Gilbey
- 1951: A Levendula-dombi csőcselék (The Lavender Hill Mob); Mr. Pendlebury
- 1951: Varázsdoboz (The Magic Box); a bróker embere
- 1951: Lady Godiva Rides Again; Mr. Clark
- 1952: The Happy Family; Henry Lord
- 1952: Meet Me Tonight; Henry Gow
- 1953: The Titfield Thunderbolt; Valentine
- 1953: Koldusopera (The Beggar’s Opera); Mr. Lockit
- 1953: A Day to Remember; Charley Porter
- 1953: Meet Mr. Lucifer; Mr. Hollingsworth/Mr. Lucifer
- 1954: Fast and Loose; George Crabb őrnagy
- 1955: An Alligator Named Daisy; Weston tábornok
- 1956: Jumping for Joy; Jack Montague kapitány
- 1958: Alive and Kicking; MacDonagh
- 1958: Halló London (Hello London); Stanley Holloway (önmaga)
- 1959: No Trees in the Street; fickó
- 1960: An Arabian Night; tévé-filmkomédia; Ibrahim
- 1961: No Love for Johnnie; Fred Andrews
- 1962–1963: Our Man Higgins; tévésorozat; Higgins
- 1964: The Fantasticks; tévéfilm; Bellamy
- 1964: My Fair Lady; Alfred P. Doolittle
- 1965: Szemben az árral ( In Harm’s Way); Clayton Canfil
- 1965: Tíz kicsi indián (Ten Little Indians); William Blore
- 1966: The Sandwich Man; parkőr
- 1967: Blandings Castle; tévésorozat; Mr. Beach
- 1968: Mrs. Brown, önnek gyönyörű lánya van (Mrs. Brown, You've Got a Lovely Daughter); G.G. Brown
- 1968: Thingumybob; tévésorozat; Bob Bridge
- 1969: Target: Harry; Jason Carlyle
- 1969: Run a Crooked Mile; tévéfilm; házmester
- 1970: The Great Inimitable Mr. Dickens; tévéfilm; Mr. Vuffin
- 1970: Sherlock Holmes magánélete (The Private Life of Sherlock Holmes); a sírásó
- 1971: Flight of the Doves; a bíró
- 1972: Up the Front; a Nagy Vincento
- 1973: Dr. Jekyll and Mr. Hyde; tévéfilm; Poole
- 1975: Journey Into Fear; Mr. Mathews

## CD-re énekelt dalai
- Stanley Holloway: The Lion & Albert[12] – Codaex Deutschland, 2005 – EAN: 0743625548327
- Stanley Holloway: Keep Smiling – Schlager-CD – Hart Music Vertrieb, 2006 – EAN: 5050457059927
- Stanley Holloway: Old Sam & Young Albert – Jazz-CD – Naxos Jazz, 2003 – EAN: 0636943271520

## Művei
- ↑ hollrich:  Stanley Holloway, Dick Richards. Wiv a little bit o’ luck: The life story of Stanley Holloway (angol nyelven). London: Stein and Day (1967). OCLC 3647363
- Stanley Holloway. Stanley Holloway Monologues (angol nyelven). Hamish Hamilton (1988). ISBN 0-241-10306-1

## További információ
- Stanley Holloway a PORT.hu-n (magyarul)
- Stanley Holloway az Internetes Szinkronadatbázisban (magyarul)
- Stanley Holloway az Internet Movie Database-ben (angolul)
- Stanley Holloway a Rotten Tomatoeson (angolul)
- Stanley Holloway az AlloCiné weboldalán (franciául)
- Stanley Holloway Profile (angol nyelven). famousfix.com
- Stanley Holloway (német nyelven). Filmdienst.de
- Stanley Holloway (német nyelven). Filmportal.de
- Stanley Holloway (magyar nyelven). MAFAB.hu
- Stanley Holloway (angol nyelven). MUBI.com